# Мезёкёвешд (футбольный клуб)
«Мезёкёвешд-Жори СЕ» (венг. Mezőkövesdi SE; или просто «Мезёкёвешд») — профессиональный футбольный клуб из одноимённого города.
Цвета команды: жёлто-синие.
Всю свою историю играл в низших дивизионах. В сезоне 2012/13 выиграл Национальный чемпионат II (Восток) и получил право впервые в истории играть в высшем дивизионе.

## Стадион
Название: спортивная площадка MSE, вместимость около 3000 человек, есть 40 VIP-мест. Есть искусственное освещение.

## Достижения
- Победитель Национального чемпионата II (Восток): 2012/13
- Финалист Кубка Венгрии: 2020